# Száz meg egy kiskutya
A Száz meg egy kiskutya (eredeti angol címén The Hundred and One Dalmatians) Dodie Smith angol írónő 1956-ban kiadott meseregénye. A történetben egy fiatal, arisztokrata hölgy dalmatakölykök szőrméjéből kíván bundát készíteni. A megvásárolt vagy elrabolt kölyköket egy félreeső birtokon gyűjti, de két felnőtt kutya, több más állat segítségével, kiszabadítja és hazajuttatja őket.
A történet világszintű ismertségét a Disney által készített 1961-es 101 kiskutya egész estés rajzfilm alapozta meg, mely a regényből merítette cselekményét. A következő évtizedekben több animációs és élőszereplős film, tévésorozat, videójáték, musical készült az 1961-es rajzfilm alapján. Maga a könyv azonban jószerével feledésbe merült.

## Keletkezése
Dodie Smith (1896–1990) a valóságban is több dalmatát tartott, amelyek közül a legidősebbet Pongónak nevezte. A regény cselekményéhez egy barátja megjegyzése adta az ihletet, aki viccesen kijelentette, hogy a kutyákból remek szőrmekabátot lehetne készíteni. Az 1940-es évektől Amerikában élő írónőt az angliai vidék iránt érzett honvágya is ösztönözte a regény megírására.
A Száz meg egy kiskutya 1956-ban jelent meg. A könyvet Janet és Anne Grahame-Johnstone illusztrálta, és a Heinemann adta ki. Magyarul legelőször 1995-ben jelent meg a Ciceró kiadónál Bokor Klára és Szentmiklósi Tamás fordításában.
A regény folytatása az 1967-es A kutyák csillaga (eredeti címén The Starlight Barking).

## Cselekménye
|  | Alább a cselekmény részletei következnek! |

A fiatal Mr. és Mrs. Dearly a londoni Regent's Park határán húzódó Külső körút (Outer Circle) egy elegáns házában laknak szakácsukkal és komornyikjukkal. Mr. Dearly tehetséges közgazdász, aki magas pénzjutalmat kapott az angol kormánynak tett szolgálataiért, így megengedhették maguknak az előkelő életet. Két dalmata kutyájuk neve Pongó és Kisasszony (Missis). Szintén a körúton lakik Szörny Ella (Cruella de Vil), Mrs. Dearly egykori iskolatársa, aki a szőrmék megszállottja, és fontolgatja, hogy kutyaszőrméből készít bundát.
Kisasszony 15 kölyöknek ad életet, és Dearlyék egy pótmamát is szereznek a dalmata Perdita személyében, hogy az összes kölyöknek jusson táplálék. Szörny Ella meg szeretné vásárolni az egész almot, de ajtót mutatnak neki. Néhány hónap múlva, december közepén a kölyköket elrabolják. Mivel a rablókat a rendőrség sem tudja felkutatni, Pongó és Kisasszony a kutyáktól kérnek segítséget az Alkonyi Ugatás hálózatán keresztül. A segélykérés egész Angliát bejárja, és másnap megtudják, hogy a kiskutyákat Suffolk megyében tartják fogva Szörny Ella Pokoltanya (Hell Hall) nevű birtokán. Mivel ezt képtelenek közölni az emberekkel, Pongó és Kisasszony elszöknek gazdáiktól és egymaguk indulnak el, hogy megmentsék a kölyköket.
A környék kutyái összefognak, hogy élelmet és szállást nyújtsanak a két vándorló dalmatának. Első pihenőjüket London külterületén, egy Epping Forest melletti istállóban töltik. Hamarosan megtudják, hogy őket is keresik, így elhatározzák, hogy a falvakat és utakat elkerülve utaznak tovább. Egy tanyánál emberek támadják meg őket, de sikerül elmenekülniük. Másnap egy essexi udvarházhoz érkeznek, ahol az idős Sir Charles spánieljének vendégszeretetét élvezik. A következő éjszakán áthaladnak Sudbury városán és vad, lakatlan vidéken átvágva megpillantják a Pokoltanyát, ahol nemcsak az ő kicsinyeiket, hanem mintegy száz dalmatát tartanak fogva. A kiskutyákat a ház gondnokai, Jasper és Saul Baddun őrzik.
Pongó és Kisasszony egy közeli toronyban szállnak meg egy katonás juhászkutya és egy macska társaságában. Az idő sürgeti őket: mivel Dearlyék esete nagy publicitást kapott, egész Anglia a kiskutyákat keresi, és Szörny Ella úgy dönt, hogy hamarosan végez velük. Pongó és Kisasszony az összes kölyköt kicsempészi a szabadba, majd egy közeli pajtában húzzák meg magukat. Itt megpihennek, és úgy becsülik, hogy tíz-tizenkét napon belül Londonba érnek. Az egyik kölyök túl gyenge a gyalogláshoz, de egy kisgyerek kölcsönad a kutyáknak egy kézikocsit, melyben utazhat.
A visszaút első szakaszán cigányok akarják foglyul ejteni a dalmatákat, de sikerül elszabadulniuk, és egy faluba érkeznek, ahol a helyi kutyák már várják őket. Itt koromban hempergőznek, hogy mintázatuk ne legyen annyira feltűnő. Útközben egy templomban is megpihennek. A következő napon azonban egy tűzeset miatt a dalmaták hajlék és élelem nélkül maradnak, és havazni is kezd. Szörny Ella majdnem rájuk akad, de sikerül elbújniuk egy üres költöztető teherautóban, mely éppen Londonba indul.
A kutyák néhány órán belül, karácsonyestén Londonban vannak. Miután bosszúból széttépik Szörny Ella bundakollekcióját, hazatérnek Dearlyékhez. Az emberek először nem ismerik fel a fekete kutyákat, de aztán beengedik őket, és rájönnek, hogy azok az elveszett dalmaták. Elhatározzák, hogy az összes kiskutyát megtartják (a gazdáik nem jelentkeznek), megvásárolják a Pokoltanyát Szörny Ellától (aki külföldre menekül), felújítják, és ott folytatják életüket.
|  | Itt a vége a cselekmény részletezésének! |

## Fogadtatása, utóélete
Megjelenésekor a Száz meg egy kiskutya általános elismerésnek örvendett, később azonban – az általa ihletett filmekkel ellentétben – a könyv (és folytatása, A kutyák csillaga) szinte teljesen feledésbe merült.

## Magyarul
- Száz meg egy kiskutya; ford. Bokor Klára, Szentmiklósi Tamás; Ciceró–Eri, Bp., 1995

## Adaptációk
A The Walt Disney Company keveseb mint egy évvel a regény kiadása után megvásárolta a jogokat, és 1961-ben jelentette meg 101 kiskutya animációs filmjét, a tizenhetedik egész estés Disney-filmet. A film nagy sikert aratott, és máig a stúdió egyik legjobb műveként tartják számon. Népszerűségét nagy részben annak köszönheti, hogy ez volt az első Disney-film, mely nem varázslatos tündérmese, hanem a jelenkorban játszódó kaland volt.
A film (és az ezen alapuló későbbi művek) több helyen különbözik a könyvtől. A cselekményt leegyszerűsítették, számos részt kihagytak, sok szereplőt mellőztek, egyeseket átalakítottak (a könyvben például Szörny Ella fiatal, elegáns, ambiciózus hölgy; a filmben rosszindulatú és gonosz középkorú nő. Hasonlóképpen a könyvben a családfő Roger Dearly közgazdász, a filmben Roger Radcliffe zeneszerző).
Az 1990-es évektől a 101 kiskutya média-franchise-zá nőtte ki magát: több animációs és élőszereplős film, tévésorozat, videójáték látott napvilágot.